# Aeroportul Flotta
Aeroportul Flotta (IATA: FLH) este un aeroport din Orkney, Scoția, Regatul Unit. A fost numit după Flotta⁠(d).
Situat la o altitudine de 21 m, aeroportul dispune de o singură pistă.